# Marie van Pruisen (1825-1889)
Friederike Franziska Auguste Marie Hedwig van Pruisen (Berlijn, 15 oktober 1825 — Slot Hohenschwangau, 17 mei 1889) was koningin van Beieren en de moeder van Lodewijk II en Otto I.
Ze was de jongste dochter van prins Willem van Pruisen en diens echtgenote Marie Anne Amalie van Hessen-Homburg. Op 12 oktober 1842 huwde zij met kroonprins, de latere koning van Beieren, Maximiliaan II. Na de plotselinge dood van haar man, op 10 maart 1864, bekeerde zij zich op 12 oktober 1874 tot het katholicisme. Zij trok zich later terug in haar landhuis te Elbigenalp en op Slot Hohenschwangau in Hohenschwangau bij Füssen.
Marie en Maximiliaan hadden samen twee kinderen:
- Lodewijk Otto Frederik Willem (1845-1886)
- Otto Willem Luitpold Adalbert Waldemar (1848-1916)